# 팔켄베리시

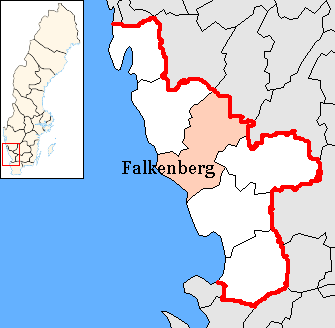
팔켄베리 시의 위치

팔켄베리시(스웨덴어: Falkenbergs kommun)는 스웨덴 할란드주에 위치한 지방 자치체로 행정 중심지는 팔켄베리이며 면적은 1,825.72km2, 인구는 43,867명(2016년 12월 31일 기준), 인구 밀도는 24명/km2이다.

시 문장